# Actinella obserata
Actinella obserata là một loài ốc đất liền hô hấp trên cạn, là động vật thân mềm chân bụng có phổi sống trên cạn trong họ Hygromiidae. Đây là loài đặc hữu của Bồ Đào Nha.